# Condado de Chippewa (Wisconsin)
El condado de Chippewa (en inglés: Chippewa County), fundado en 1845, es uno de 72 condados del estado estadounidense de Wisconsin. En el año 2000, el condado tenía una población de 55,195 habitantes y una densidad poblacional de 21 personas por km². La sede del condado es Chippewa Falls.

## Geografía
Según la Oficina del Censo, el condado tiene un área total de 2,697 km², de la cual 2,617 km² es tierra y 80 km² (2.97%) es agua.

### Condados adyacentes
- Condado de Rusk (norte)
- Condado de Taylor (este)
- Condado de Clark (sureste)
- Condado de Eau Claire (sur)
- Condado de Dunn (oeste)
- Condado de Barron (noroeste)

## Demografía
En el censo de 2000, había 55,195 personas, 21,356 hogares y 15,013 familias residiendo en el condado. La densidad poblacional era de 21 personas por km². En el 2000 había 22,821 unidades habitacionales en una densidad de 9 por km². La demografía del condado era de 97.85% blancos, 0.16% afroamericanos, 0.32% amerindios, 0.89% asiáticos, 0.01% isleños del Pacífico, 0.17% de otras razas y 0.60% de dos o más razas. 0.52% de la población era de origen hispano o latino de cualquier raza.

## Localidades
| Ciudades - Bloomer - Chippewa Falls* - Cornell - Eau Claire* (parte) - Stanley   | Ciudades - Bloomer - Chippewa Falls* - Cornell - Eau Claire* (parte) - Stanley | Villas - Boyd - Cadott - Lake Hallie* - New Auburn | Villas - Boyd - Cadott - Lake Hallie* - New Auburn |                                          |                                 |
| Pueblos                                                                          |                                                                                |                                                    |                                                    |                                          |                                 |
| - Anson* - Arthur - Auburn - Birch Creek                                         | - Bloomer - Cleveland - Colburn - Cooks Valley                                 | - Delmar - Eagle Point* - Edson - Estella          | - Goetz - Hallie* - Howard - Lafayette*            | - Lake Holcombe - Ruby - Sampson - Sigel | - Tilden* - Wheaton* - Woodmohr |
| * significa que forma parte del área metropolitana de Eau Claire-Chippewa Falls. |                                                                                |                                                    |                                                    |                                          |                                 |

### Áreas no incorporadas
- Holcombe
- Jim Falls
- Lake Wissota*